# Nationaal Instituut voor Budgetvoorlichting
Het Nationaal Instituut voor Budgetvoorlichting Nibud is een onafhankelijke stichting die informeert en adviseert over de geldzaken van huishoudens. Het Nibud richt zich daarbij vooral op consumenten, maar ook op professionals die werken bij de overheid en de financiële en maatschappelijke dienstverlening. Het Nibud streeft naar een maatschappij, die zo is ingericht, dat mensen met het geld dat zij kunnen besteden in hun levensonderhoud uitkomen. Het geven van voorlichting is het belangrijkste middel dat het Nibud hierbij ter beschikking staat, bijvoorbeeld aan consumenten hoe zij zelf beslissingen kunnen nemen en keuzes maken die van invloed zijn op hun budget, maar het Nibud helpt ook de deskundigheid van institutionele kaders te verhogen, voor zover deze door hun beleid, advisering en voorlichting invloed hebben op het budget van consumenten.
Het Nibud doet onderzoek naar de financiële situatie en het financiële gedrag van huishoudens. Het is op dit gebied een kenniscentrum. Het Nibud onderzoekt trends, ontwikkelingen en nieuwe inzichten in de huishoudfinanciën van consumenten. Doelgroepen waar onderzoek naar wordt gedaan zijn aan de ene kant de doorsnee particuliere huishoudens, maar aan de andere kant ook kwetsbare groepen zoals minima, ouderen, zieken en gehandicapten, scholieren, schoolverlaters en zelfstandigen. Het Nibud staat vooral bekend om de thema's zakgeld, kleedgeld, kostgeld en alimentatie. Het Nibud geeft bijvoorbeeld richtlijnen voor zak- en kleedgeldbedragen en informeert de consument over de financiële gevolgen van scheiden. Daarnaast biedt het instituut veel informatie voor ouders over financiële opvoeding. Een ander onderwerp dat centraal staat bij het Nibud is budgetteren en budgetadvies.
De Vereniging Consument & Geldzaken is een vergelijkbare organisatie.